# Дієни

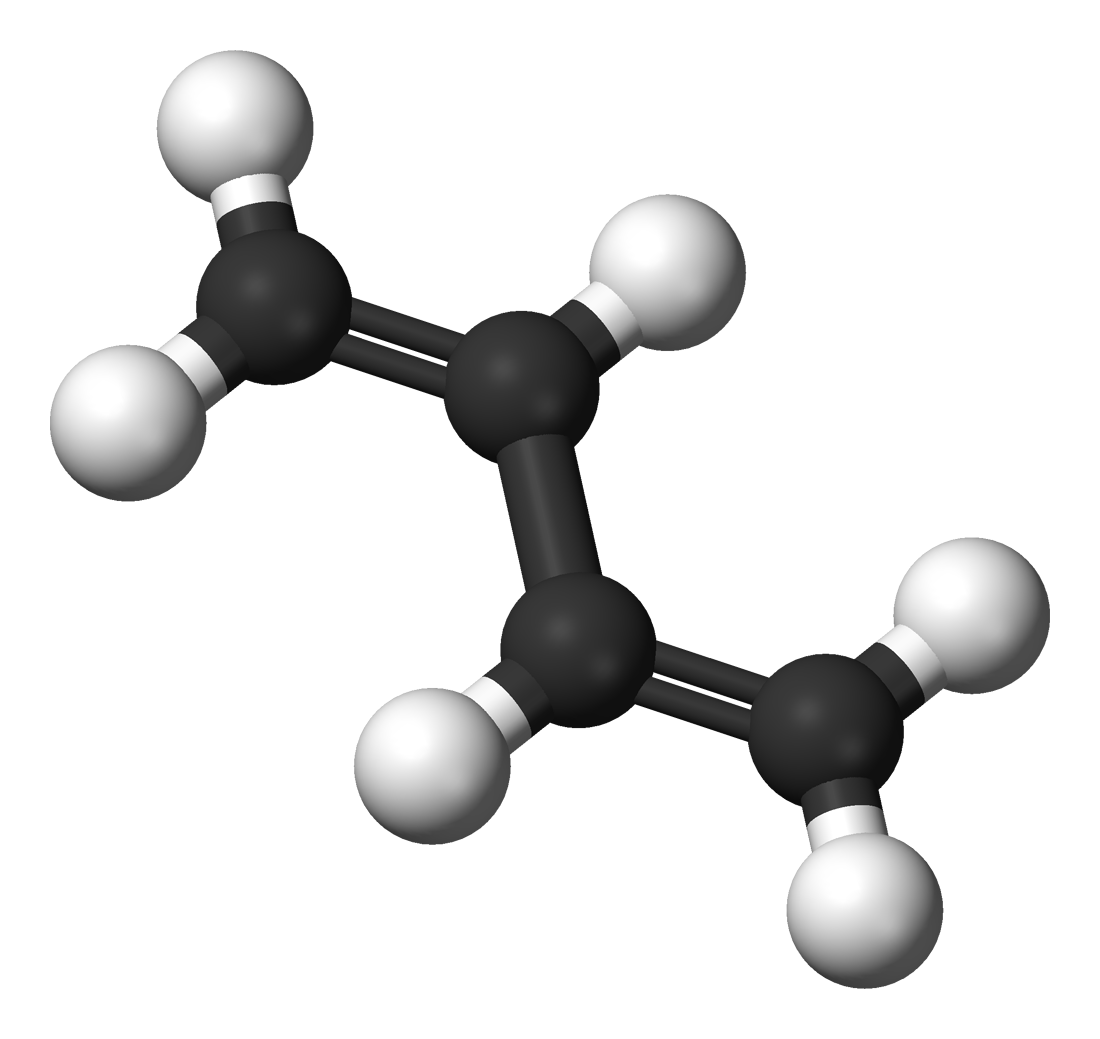
Структурна модель будови бута-1,3-дієну

Алкадіє́ни, діє́ни (англ. dienes), діє́нові вуглево́дні або діолефі́ни — вуглеводні, молекули яких містять два подвійних зв'язки між атомами вуглецю та мають відкритий вуглецевий ланцюг. За будовою подібні до близького ряду алкенів. Дієни рідко трапляються у природі. Спряжені дієни широко використовуються як мономери в полімеровій промисловості. Першим представником цього гомологічного ряду є пропадієн.
Слово «алкадієн» утворено від грец. δίς, (ди) — двічі та «-єн», що означає міжкарбоновий подвійний зв'язок, корінь «алка-» об'єднує алкадієни з іншими гомологічними рядами вуглеводнів.

## Будова дієнів

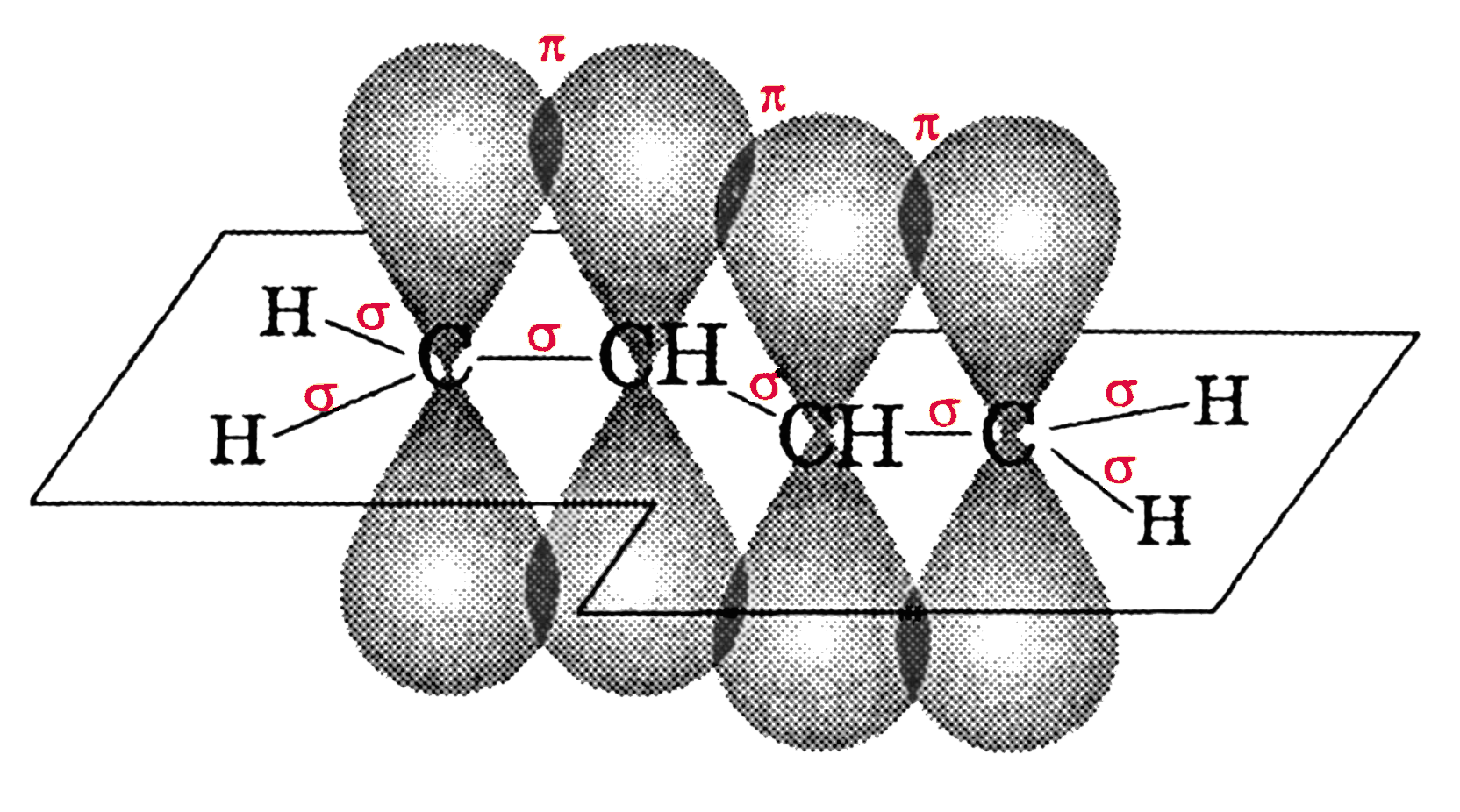
4π-електронна система: перекривання p-орбіталей чотирьох Карбонів у молекулі з утворенням трьох π-зв'язків над і під площиною пласкої молекули

Дієни мають кратні зв'язки, та мають відкритий карбоновий кістяк, тобто є ненасиченими аліфатичними вуглеводнями.
Загальна формула — CnH2n-2, відповідно, дієнові вуглеводні є структурними ізомерами алкінів.

### Будова бута-1,3-дієну
Бутадієн має практичне значення у промисловості. Його полімеризують для одержання синтетичного каучуку. Сам по собі, полібутадієн є дуже м'яким, майже рідким матеріалом, тому є доброю основою для створення сумішей полімерів, зокрема зі стиреном й акрилонітрилом. Наявність подвійного зв'язку біля кожного атома вуглецю означає, що всі атоми перебувають у стані sp2-гібридизації й розміщені в одній площині. Молекула бута-1,3-дієну фактично складається з двох сполучених залишків етену «CH2=CH-». Негібридизовані p-орбіталі перекриваються, утворюючи єдину π-електронну систему — над і під площиною молекули. Перекривання p-хмар з утворенням π-зв'язків відбувається не лише між першим/другим і третім/четвертим атомами вуглецю, а й між другим і третім, де за формулою номінально проміжний одинарний σ-зв'язок. Це зумовлює зміщення, внаслідок якого усі три зв'язки довші ніж звичайні C=C та коротші від простого C-C зв'язку.
У молекулі бута-1,3-дієну немає повноцінних простих і подвійних зв'язків між атомами вуглецю, π-електронна густина розподілена по всьому карбоновому ланцюгу, що впливає на хімічні властивості речовини. Тому структурову формулу молекули часто записують так:

### Фізичні властивості
Низькомолярні алкадієни — це безбарвні рідини з низькими температурами кипіння (ізопрен кипить за 34 °C, 2,2-диметил-1,3-бутадієн за 68,78 °C, 1,3-циклопентадієн зі 41,5 °C). Пропадієн та бутадієн є газами (Tкип -4,5 °C та -34 °C відповідно) за нормальних умов.
Спряжені дієни можуть мати цис- і транс-конформації відносно проміжного одинарного зв'язку, які здатні переходити одна в одну. Стійкішою є транс-форма.

## Види
Типи алкадієнів вирізняють залежно від взаємного розташування подвійних зв'язків у молекулі. Існують:
1. Кумульовані, у яких подвійні зв'язки — суміжні, також відомі як алени. Кумульовані дієни — хімічно інертні.
Наприклад: бута-1,2-дієн, CH3–CH=C=CH2
2. Спряжені мають спряжену систему двох зв'язків, розділених одним одинарним.
Наприклад: бута-1,3-дієн, CH2=CH–CH=CH2
Також інколи виділяють:
3. Ізольовані або неспряжені — де між подвійними зв'язками два чи більше одинарних ланцюгових зв'язків. Зазвичай, такі сполуки суть менш стійкими ніж спряжені ізомери.
Наприклад: пента-1,4-дієн, CH2=CH-CH2-CH=CH2
Алкадієни у яких один або більше ненасичених атомів вуглецю заміщується гетероатомом називається гетеродієном.
4. Гетеродієн — дієн, до складу ланцюга якого входять крім атомів C також гетероатоми: >C=CH–CR=O, O=C–C=O та ін.
Сполуки, що містять більше двох подвійних зв'язків називаються полієнами. Полієни й алкадієни мають багато в чому схожі властивості.

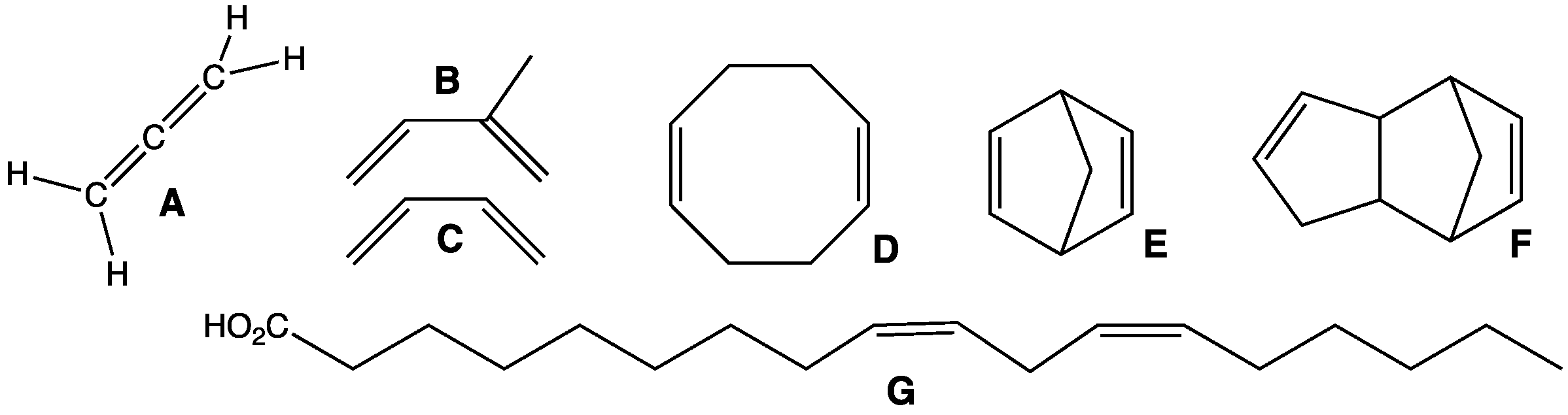
Деякі алкадієни: А: 1,2-Пропадієн, найпростіший кумульований дієн. Б: Ізопрен або 2-метилбута-1,3-дієн, попередник природної ґуми. В: Бута-1,3-дієн, попередник численних синтетичних полімерів. Г: 1,5-Cyclooctadiene, неспряжений алкадієн, кратні зв'язки знаходяться в різних частинах молекули. Ґ: Norbornadiene, високоактивний двоцикловий неспряжений дієн. Д: dicyclopentadiene. Е: Лінолева кислота — жирна кислота, важлива у нашому раціоні.

## Номенклатура
Подібно до інших ненасичених вуглеводнів, положення кратних зв'язків зазначається перед наростком «-дієн», лічба ланцюга починаться з кінця до якого подвійний зв'язок найближче, та корінь визначається довжиною головного ланцюга. Наприклад, ізомери пентадієну: CH2=CH-CH=CH-CH3 — це пента-1,3-дієн, CH2=CH-CH2-CH=CH2 — це пента-1,4-дієн. Так само як і в алкенів, саме кратний зв'язок є головним структурним елементом.